# Su Shi
Su Shi (in lingua cinese 蘇軾T, Sū ShìP, conosciuto anche come Su Dongpo (蘇東坡T, Sū DōngpōP), zi: Zizhan (子瞻T, ZǐzhānP); Meishan, 8 gennaio 1037 – Changzhou, 24 agosto 1101) è stato un poeta, pittore, calligrafo e statista cinese della dinastia Song.

## Biografia

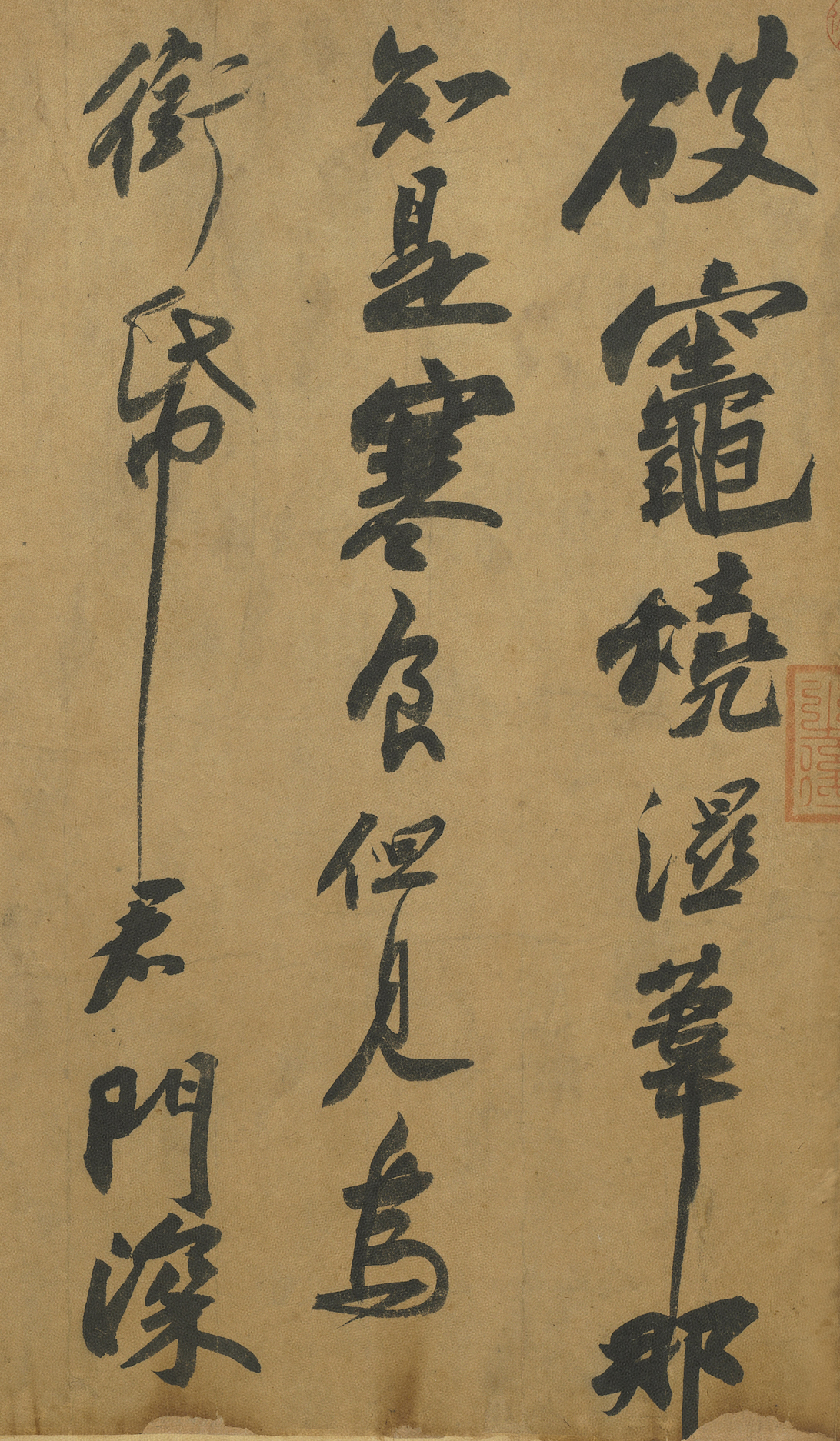
Un modello calligrafico di Su Shi

Su Shi era nato a Meishan, vicino al Monte Emei, Sichuan. Anche suo fratello Su Zhe (蘇轍) e suo padre Su Xun (蘇洵) erano famosissimi intellettuali. La prima educazione di Su avvenne sotto un sacerdote taoista in una scuola del villaggio. Su si sposò a 17 anni. Nel 1057, lui e suo fratello superarono gli esami municipali per il servizio civile e ottennero il titolo jinshi, una laurea necessaria per un posto di lavoro in governo in un'alta posizione. I suoi risultati ad un'età così giovane attirarono l'attenzione dell'imperatore Song Renzong e quella di Ouyang Xiu, che in seguito diverrà suo mecenate. Ouyang, che era stato già conosciuto come un ammiratore di Su Xun, autorizzò il suo stile letterario a corte, da lui molto gradito. Per gli esami jinshi, Ouyang Xiu richiese, senza alcun preavviso, che i candidati dovessero scrivere coll'antico stile prosaico. I fratelli Su ottennero alti onori per le risposte ritenute impeccabili e raggiunsero uno stato di celebrità, specialmente nel caso di Su Shi nel successivo esame del 1061.
Durante i successivi 20 anni occupò numerose posizioni di governo in giro per la Cina. Nella città di Hangzhou (杭州) fu il responsabile della costruzione di un passaggio pedonale sul "Lago d'Occidente", che prese il suo nome: "Sūdī" (蘇堤T, 苏堤S). Lavorò come magistrato nella prefettura di Mi. Poi, quando era governatore di Xuzhou, scrisse un memoriale al trono lamentandosi delle difficili condizioni economiche e per una possibile ribellione armata nella prefettura industriale di Liguo.
Fu spesso in lotta con la fazione politica capitanata da Wáng Ānshí (王安石). Per questi diverbi fu esiliato due volte. La prima (1080-1084) a Huangzhou, assolutamente da non confondere con la città Hangzhou (v. sopra), poi (1094-1100) a Huizhou (adesso nella provincia cinese del Guangdong) e nell'isola di Hainan.
L'accademia Dongpo nell'isola di Hainan è stata costruita sul posto dove egli resideva quando fu in esilio. A Huangzhou Su Shi visse su una collina chiamata Dongpo (Eastern slope, appunto, Colle Orientale), e da questa egli trasse il suo pseudonimo. Morì nella provincia del Jiangsu.
Sebbene i dissidi politici divisero i ministri in gruppi rivali, c'erano momenti di cooperazione da entrambe le parti. Per esempio, anche se il prominente scienziato e statista Shen Kuo faceva parte del partito riformista di Wang Anshi, questi divenne amico di Su Shi. Va notato, tuttavia, che Su Shi era conscio che Shen Kuo, come ispettore regionale del Zhejiang, aveva presentato alla corte, a volte tra il 1073 e il 1075, la poesia di Su Shi, affermando che essa esprimeva sentimenti negativi verso la contea dei Song. Queste poesie vennero utilizzate da Li Ding e da Shu Dan per avviare una causa legale contro Shu, ancorché fino a quel punto Su Shi non diede pensiero alle azioni del mostrare le poesie da parte di Shen Kuo.
Dopo un lungo periodo d'esilio politico, Su ricevette una grazia e venne trasferito a Chengdu; tuttavia morì a Changzhou, Jiangsu, dopo il suo periodo d'esilio, durante il nuovo tragitto. Dopo la sua morte Su acquisì grande popolarità, tale che le persone collezionavano le sue opere calligrafiche, dipinti che lo raffiguravano, iscrizioni su pietra che segnavano la sua visita in numerosi luoghi e vennero costruiti santuari in suo onore. Su è anche raffigurato in opere d'arte postume, come Su Dongpo sulla scogliera rossa di Li Song.